# Бирманская операция (1944—1945)
Бирманская операция 1944—1945 годов — боевые действия на территории современной Мьянмы, длившиеся с ноября 1944 года по июль 1945 года.

## Подъём национально-освободительного движения
В первой половине 1944 года американо-китайские войска перешли в наступление в северной Бирме и успели до начала сезона дождей взять Мьичину. Японцы были вынуждены оттянуть силы в центральную Бирму. В этих условиях летом 1944 года было принято решение о создании единой антифашистской организации в Бирме. Сначала по этому вопросу было достигнуто соглашение в Рангуне между социалистами, компартией и командованием армии. Затем Аун Сан отправился в Пегу, где встретился с представителями подполья; на этой встрече было окончательно утверждено название организации — Антифашистская лига народной свободы (АЛНС). Глава прояпонского марионеточного правительства Ба Мо знал о её существовании, но остерегался выдать лидеров АЛНС японцам, так как в это время грядущее поражение Японии в войне было уже очевидно. АЛНС превратилась в подпольное теневое правительство страны.
Создание АЛНС вызвало противоречивую реакцию у англичан. Если армейское руководство было готово признать существование бирманского национального сопротивления, то колониальным чиновникам всё это казалось выдумкой английской разведки, они полагали что после войны будет восстановлена прежняя администрация и Бирма вновь станет обычной британской колонией. Чан Кайши предпочитал независимую Бирму Бирме британской, и поэтому китайская сторона не прекращала попыток наладить связи с подпольщиками, однако особой практической помощи китайцы оказать не могли. Части, вооружённые и снабжаемые американцами, действовали в качинских и шанских районах, где АЛНС была слаба, поэтому американцы на контакты с АЛНС практически не выходили.

## Планы сторон
По первоначальному плану основной целью британского наступления был основной город Верхней Бирмы — Мандалай. Наряду с наступлением на него часть британских войск должна была ударить к северу, в направлении Шуэбо, чтобы соединиться с находящимися южнее Мьичины отрядами Стилуэлла. Однако 18 октября Стилуэлл был отозван, а его обязанности были разделены между тремя другими американскими генералами. Кроме того, командование японскими войсками в Бирме, понимая, что британцы, выйдя на равнину, устремятся к Мандалаю, решило неожиданно для противника отвести войска из излучины Иравади и превратить её в громадную ловушку для британской армии, оторвавшейся от своих баз.
Однако британский командующий Слим заподозрил неладное. Получив данные разведки и понимая, что если он будет следовать разработанным планам, то добровольно введёт свою армию в мешок и поставит её под угрозу уничтожения, он решил, не сообщая ничего на первых порах даже своему прямому начальству, провести рискованную операцию, которая в случае успеха могла значительно ускорить освобождение Бирмы, а в случае провала — серьёзно ухудшить положение британских войск. Слим решил скрытно перебросить свои основные силы по долине Мьиты значительно южнее, в район Пакхоуку. Оттуда, форсировав Иравади, они должны были стремительным ударом занять Мейтхилу и, оседлав железную дорогу и шоссе Мандалай—Рангун, отрезать группировку в районе Мандалая и ударить в сторону Рангуна.

## Британское наступление в центральной Бирме
Британская подготовка к операции началась в декабре 1944 года. Инженерные войска смогли скрытно проложить сквозь горы и джунгли дорогу для войск, навести мосты и подготовить переправы, в результате чего 4-й корпус был переброшен на 500 км на юг незаметно для врага. Для введения японцев в заблуждение был даже организован фальшивый штаб армии севернее Мандалая.
Отрезанный от основных сил и подвергавшийся ударам с севера и юга Мандалай пал 20 марта 1945 года. Одновременное продвижение британских войск в Аракане привело к освобождению Акьяба, с аэродрома которого британская авиация смогла оказывать реальную поддержку британским частям, продвигавшимся к югу.

## Бирманское восстание
Британское наступление в Бирме и опасения, что японцы узнают о замыслах патриотов, а также угроза того, что горячие головы могут начать преждевременное восстание, заставляли руководство АЛНС спешить. 1-3 марта прошло последнее совещание руководителей бирманского национально-освободительного движения. Аун Сан в своей речи отметил, что революционная ситуация в стране уже сложилась, и следует поднять восстание не дожидаясь прихода англичан. Было решено разделить всю страну на 10 военных зон и создать Высший совет АЛНС. Восстание было решено поднять в конце марта — начале апреля. Частям Национальной армии Бирмы, расквартированным в районе Мандалая, было приказано перейти на сторону англичан ещё раньше, однако сделать это так, чтобы этот факт показался японцам единичным исключением. Было решено, что командир этих частей майор Ба Хту будет официально объявлен изменником и бунтарём.
К 7 марта подразделения Ба Хту перебросили основную часть снаряжения и припасов в джунгли, и 8 марта восстали, обороняясь в джунглях и холмах неподалёку от Мандалая от снятых с фронта японских частей. К 24 марта связь с британцами уже была налажена настолько, что бирманцы приняли участие во взятии Мандалая. Затем они в конце марта по приказу британского командования двинулись на восток, в Шанские княжества, очищая их от японских тыловых гарнизонов; тот факт, что южные шанские княжества были освобождены именно бирманцами, сыграл важную роль в последующих событиях. Ба Хту первым из бирманских командиров получил от генерала Слима благодарность за «бесценный вклад в победу союзников».
У японцев были сомнения в лояльности Национальной армии Бирмы, однако военная ситуация для них ухудшилась настолько, что им приходилось идти на риск. Поэтому японцы поверили Аун Сану, что части Ба Хту взбунтовались без его ведома, и даже согласились с его предложением направить на фронт основные силы бирманской армии. 17 марта 1945 года части Национальной армии Бирмы после военного парада в Рангуне ушли в поход «громить врага» (как сказал в своей речи Аун Сан). 27 марта части Национальной армии Бирмы заняли ключевые позиции в тылу японской армии, и АЛНС выступила с объявлением войны «фашистскому правительству японских варваров»; в эти же дни начали боевые действия партизанские отряды коммунистической партии. Бирманские регулярные войска не могли противостоять в открытом бою регулярным японским частям, но успешно действовали на коммуникациях противника и уничтожали гарнизоны.

## Гонка к Рангуну
Уже в апреле на Нижнюю Бирму мог обрушиться муссон, сделав грунтовые дороги непроходимыми для танков и машин, а также сведя на нет преимущество британцев в авиации. Поэтому 28 марта Слим отдал приказ «захватить Рангун любой ценой и как можно скорее, до наступления муссона». Для японцев, соответственно, муссон был последней надеждой, поэтому японские войска оставляли на дорогах заслоны со смертниками и шли на всё, лишь бы задержать продвижение армии Слима до начала дождей. 20 апреля войсками Слима была взята Пьинмана, а 22 апреля — Таунгу, но три дня спустя британцы натолкнулись на отчаянное сопротивление японцев у Пегу. После трёх дней безуспешных попыток взять город Слим с отрядом танков и мотопехоты обошёл его и устремился дальше, но 6 мая, когда он вошёл в Хлегу, начались муссонные ливни.
Одновременно британское командование осуществило давно запланированную операцию «Дракула» — взятие Рангуна силами морского десанта. Эскадра из двух линкоров, четырёх крейсеров, двух авианосцев и пяти эсминцев, прикрывая многочисленные транспорты с десантниками, 2 мая осторожно приблизилась к городу, и обнаружила, что в городе нет ни одного японца, а на крыше тюрьмы, где содержались британские военнопленные, белилами выведена хорошо видимая с воздуха приветственная надпись. Оказалось, что эвакуация японцев из Рангуна началась ещё 27 апреля, а к 29 апреля в городе оставался лишь батальон Индийской национальной армии и подрывники. Узнав об этом, бирманское командование зоны вошло в контакт с индийцами, чтобы те впустили в город части Национальной армии Бирмы. Так как к тому времени существовала договорённость между Аун Саном и Босом о том, что бирманская и индийская армии воевать между собой не будут, то индийский отряд согласился на вход в город бирманских частей под командованием Не Вина, хотя и отказался разоружиться, заявив, что сдаст оружие только англичанам. В результате 1 мая Рангун уже контролировался частями бирманской армии, которым удалось сорвать попытки японцев взорвать порт.

## Последние бои
Наличие третьей силы — бирманской армии — вызвало споры между британскими военными и политиками. 22 мая 1945 года начальники военных штабов согласились с мнением Маунтбеттена о том, что она должна сохраниться как боевая единица до конца войны, ибо её помощь в освобождении Бирмы неоценима, однако указали, что использование бирманской армии в военных операциях допустимо лишь под британским руководством и контролем, а после окончания войны она должна быть разоружена. В результате 15 июня в торжественном параде по случаю освобождения Рангуна участвовал и батальон Не Вина, одетый в новую британскую форму.
В конце июля — начале августа произошли последние крупные бои на территории Бирмы, закончившиеся разгромом японской группировки у реки Ситаун. После этого остатки японских войск, почти не оказывая сопротивления, откатывались на восток.